# Alexander Martin (Mathematiker)

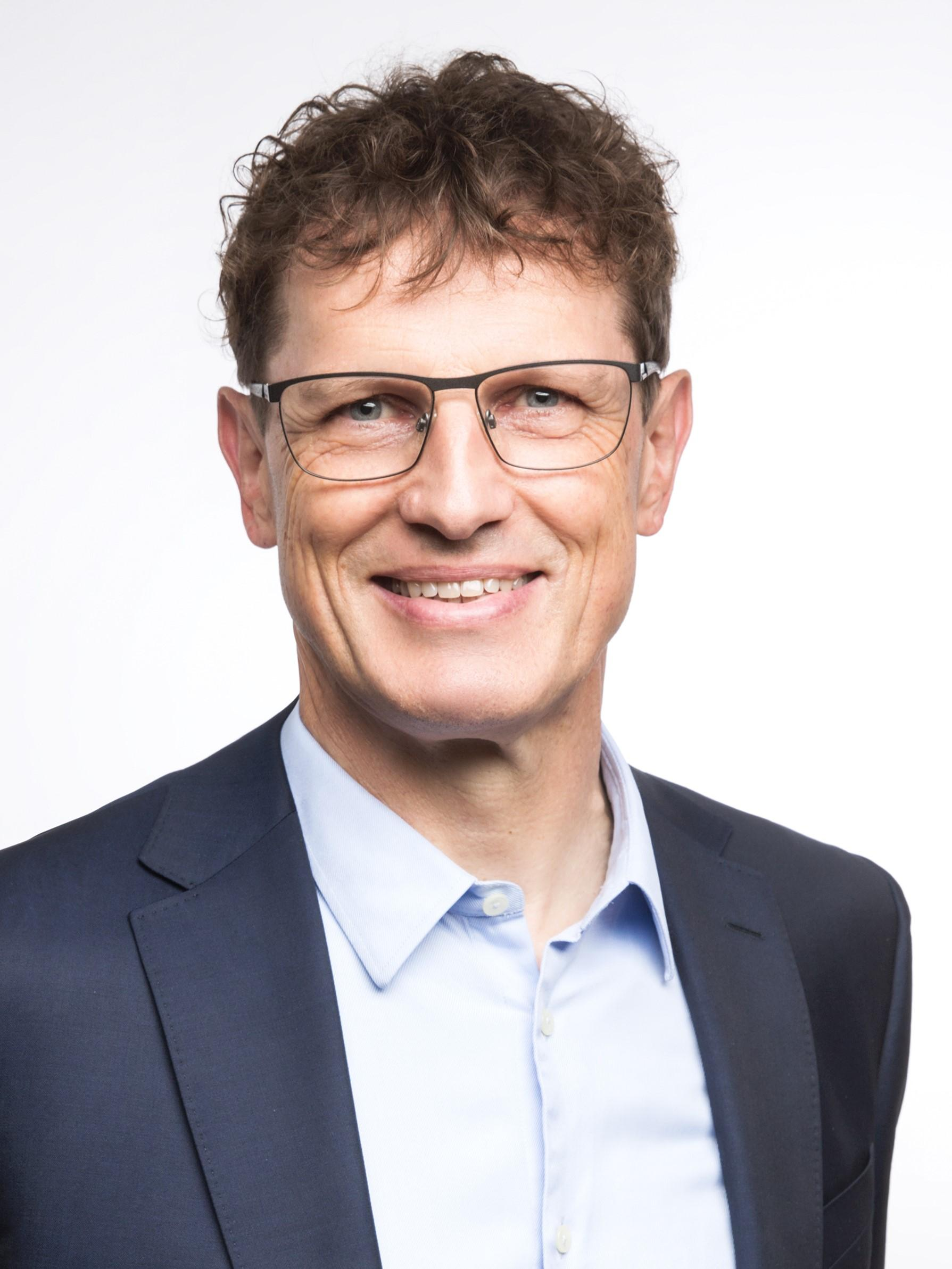
Alexander Martin (2024)

Alexander Martin (* 1965) ist ein deutscher Mathematiker.

## Leben
Nach seinem Studium in Wirtschaftsmathematik an der Universität Augsburg, welches er 1988 abschloss, promovierte (1992) und habilitierte (1998) Martin sich in Mathematik an der Technischen Universität Berlin.
Während dieser Zeit absolvierte er einige Auslandsaufenthalte, u. a. an der Rice University, Houston und der University of Minnesota (beide in den USA) sowie an der Universität von São Paulo.
Von 2000 bis 2010 war er Professor an der Technischen Universität Darmstadt, wo er von 2008 bis 2010 das Amt des Vizepräsidenten ausübte. Anschließend nahm er einen Ruf an die Friedrich-Alexander-Universität Erlangen-Nürnberg an und war dort Professor am Lehrstuhl für Wirtschaftsmathematik. Im Jahr 2015 hat er zudem die Leitung der Abteilung »Analytics« im Forschungsbereich Supply Chain Services des Fraunhofer-Instituts für Integrierte Schaltungen IIS übernommen. Seit dem 1. November 2019 ist er Mitglied der Institutsleitung des Fraunhofer IIS.
Darüber hinaus leitet Martin das ADA-Center, ein Zentrum für Analytics, Daten und Anwendungen, in dem das Fraunhofer IIS mit der Friedrich-Alexander-Universität Erlangen-Nürnberg sowie der Ludwig-Maximilians-Universität München und weiteren Forschungspartnern kooperiert.
Im April 2023 wurde Alexander Martin zum Gründungsvizepräsident für Forschung, Innovation und Entrepreneurship an der Technischen Universität Nürnberg (UTN) ernannt.

## Leistungen
Martin beschäftigt sich in über 110 Artikeln überwiegend mit mathematischen Methoden der Optimierung und Simulation in Bezug auf wirtschaftliche Fragestellungen. Neben seiner Editorentätigkeit für mehrere internationale Journale war er Managing Editor für das Journal „Mathematical Methods of Operations Research“ und ist BMBF-Fachgutachter für Mathematik seit 2007. Er war und ist an verschiedenen SFB Initiativen (u. a. SFB 666 und 805 sowie TRR 154 als Sprecher), dem Exzellenzgraduiertenschule „Computational Engineering“ und an mehreren Verbundprojekten des BMBF und BMWi beteiligt.

## Auszeichnungen
Martin wurde mit dem dritten Platz des „Hessischen Kooperationspreises 2007“ für innovative und erfolgreiche Kooperation zwischen hessischen Firmen und Universitäten ausgezeichnet. Für seinen Beitrag „On clearing coupled day-ahead electricity markets“, welchen er zusammen mit J. Müller and S. Pokutta verfasst hat, wurde er auf der Energy Finance 2010-Konferenz mit dem „Best Paper Award“ prämiert.

## Ämter
- 2006–2008: Dekan des Fachbereichs Mathematik, TU Darmstadt
- 2007: Mitglied des Senats der TU Darmstadt
- 2008–2010: Vizepräsident der TU Darmstadt
- 2010–2023: Leiter des Lehrstuhls für Wirtschaftsmathematik an der FAU Erlangen-Nürnberg
- 2015–2019: Leiter der Abteilung »Analytics« des Forschungsbereichs Supply Chain Services SCS am Fraunhofer IIS
- seit 2019: Mitglied der Institutsleitung des Fraunhofer IIS
- seit 2023: Vorstandsvorsitzender der Gesellschaft für Operations Research e.V. (GOR)
- seit 2023: Gründungsvizepräsident für Forschung, Innovation und Entrepreneurship an der Technischen Universität Nürnberg (UTN)

Ferner ist er Redakteur verschiedener Fachzeitschriften.